# Eccellenza Lazio 1991-1992
Il campionato italiano di calcio di Eccellenza regionale 1991-1992 è stato il primo organizzato in Italia. Rappresenta il sesto livello del calcio italiano. Il campionato si è concluso con la vittoria del Colavene C.C. per il girone A e del Cynthia per il girone B, entrambi al loro primo titolo.
Tutte le squadre iscritte al campionato di Eccellenza, assieme a quelle iscritte al campionato di Promozione, hanno diritto a partecipare alla Coppa Italia Dilettanti Lazio.
È l'ultima stagione che sui documenti F.I.G.C. viene scritto "Comitato Regionale Laziale". Dal 1º luglio 1991 il Comitato diventa "Comitato Regionale Lazio".

## Stagione
A causa della ristrutturazione dei campionati, al primo campionato dell'Eccellenza laziale parteciparono le prime 9 squadre non promosse del precedente campionato di Promozione più le squadre laziali retrocesse dal Campionato Interregionale.
I gironi furono così composti:

## Girone A

### Squadre partecipanti
| Club                  | Città (provincia)                   | Stagione precedente        |
| --------------------- | ----------------------------------- | -------------------------- |
| Aureliana Roma        | Roma                                | 4° in Promozione Girone A  |
| Colavene C.C.         | Civita Castellana (VT)              | 2° in Promozione Girone A  |
| Fiumicino             | Fiumicino (RM)                      | 8° in Promozione Girone A  |
| Fregene               | Fregene di Fiumicino (RM)           | 1° in Promozione Girone A  |
| Guidonia              | Guidonia (RM)                       | 2° in Promozione Girone B  |
| La Staria Ornaro      | Ornaro di Torricella in Sabina (RI) | 9° in Promozione Girone B  |
| Monte Romano          | Monte Romano (VT)                   | 6° in Promozione Girone A  |
| Montelibretti         | Montelibretti (RM)                  | 6° in Promozione Girone B  |
| Monterotondo          | Monterotondo (RM)                   | 7° in Promozione Girone B  |
| Monterotondo Scalo    | Monterotondo Scalo (RM)             | 10° in Promozione Girone B |
| Passo Corese          | Passo Corese di Fara in Sabina (RI) | 8° in Promozione Girone B  |
| Pianoscarano Viterbo  | Viterbo                             | 9° in Promozione Girone A  |
| Santa Marinella       | Santa Marinella (RM)                | 5° in Promozione Girone A  |
| Tanas Primavalle Roma | Roma                                | 3° in Promozione Girone A  |
| Tor Lupara Roma       | Roma                                | 4° in Promozione Girone B  |
| Vis Subiaco           | Subiaco (RM)                        | 5° in Promozione Girone B  |

### Classifica finale
Fonte:
|  | Pos. | Squadra               | Pt | G  | V  | N  | P  | GF | GS | DR  |
|  | ---- | --------------------- | -- | -- | -- | -- | -- | -- | -- | --- |
|  | 1.   | Colavene C.C.         | 43 | 30 | 16 | 11 | 3  | 43 | 14 | +29 |
|  | 2.   | Santa Marinella       | 39 | 30 | 15 | 9  | 6  | 44 | 25 | +19 |
|  | 3.   | Fiumicino             | 38 | 30 | 18 | 2  | 10 | 39 | 29 | +10 |
|  | 4.   | Tanas Primavalle Roma | 36 | 30 | 11 | 14 | 5  | 32 | 20 | +12 |
|  | 5.   | Monterotondo Scalo    | 35 | 30 | 11 | 13 | 6  | 33 | 23 | +10 |
|  | 6.   | Monterotondo          | 34 | 30 | 12 | 10 | 8  | 34 | 26 | +8  |
|  | 7.   | Guidonia              | 32 | 30 | 11 | 10 | 9  | 29 | 18 | +11 |
|  | 8.   | Aureliana Roma        | 32 | 30 | 10 | 12 | 8  | 25 | 21 | +4  |
|  | 9.   | Vis Subiaco           | 32 | 30 | 10 | 12 | 8  | 33 | 31 | +2  |
|  | 10.  | Tor Lupara Roma       | 31 | 30 | 11 | 9  | 10 | 32 | 31 | +1  |
|  | 11.  | Monte Romano          | 29 | 30 | 9  | 11 | 10 | 29 | 29 | 0   |
|  | 12.  | Fregene               | 26 | 30 | 9  | 8  | 13 | 29 | 38 | -9  |
|  | 13.  | La Staria Ornaro      | 23 | 30 | 8  | 7  | 15 | 19 | 35 | -16 |
|  | 14.  | Pianoscarano Viterbo  | 18 | 30 | 4  | 10 | 16 | 23 | 42 | -19 |
|  | 15.  | Montelibretti         | 17 | 30 | 5  | 7  | 18 | 17 | 51 | -34 |
|  | 16.  | Passo Corese          | 15 | 30 | 3  | 9  | 18 | 19 | 47 | -28 |

Legenda:
      Promossa nel Campionato Nazionale Dilettanti 1992-1993.
      Retrocesse in Promozione 1992-1993.
Regolamento:
Due punti a vittoria, uno a pareggio, zero a sconfitta.

## Girone B

### Squadre partecipanti
| Club                   | Città (provincia)               | Stagione precedente                                   |
| ---------------------- | ------------------------------- | ----------------------------------------------------- |
| Albano Laziale         | Albano Laziale (RM)             | 6° in Promozione Girone C                             |
| ALMAS                  | Roma                            | 17° in Campionato Interregionale Girone H, retrocesso |
| Aprilia                | Aprilia (RM)                    | 4° in Promozione Girone C                             |
| Ceccano                | Ceccano (FR)                    | 3° in Promozione Girone C                             |
| Cynthia                | Genzano di Roma (RM)            | 17° in Campionato Interregionale Girone I, retrocesso |
| Fondi                  | Fondi (LT)                      | 15° in Campionato Interregionale Girone I, retrocesso |
| La Rustica Roma        | Roma                            | 3° in Promozione Girone B                             |
| Macir Cisterna         | Cisterna di Latina (LT)         | 5° in Promozione Girone C                             |
| Nuova Itri             | Itri (LT)                       | 9° in Promozione Girone C                             |
| Palestrina             | Palestrina (RM)                 | 8° in Promozione Girone C                             |
| Pro Cisterna           | Cisterna di Latina (LT)         | 18° in Campionato Interregionale Girone I, retrocesso |
| Romana Gas             | Roma                            | 7° in Promozione Girone A                             |
| Sporting Pontecorvo    | Pontecorvo (FR)                 | 10° in Promozione Girone C                            |
| Stella Azzurra Porrino | Monte San Giovanni Campano (FR) | 7° in Promozione Girone C                             |
| Vis Sezze              | Sezze (LT)                      | 13° in Campionato Interregionale Girone I, retrocesso |
| VJS Velletri           | Velletri (RM)                   | 16° in Campionato Interregionale Girone I, retrocesso |

### Classifica finale
Fonte:
|  | Pos. | Squadra                | Pt | G  | V  | N  | P  | GF | GS | DR  |
|  | ---- | ---------------------- | -- | -- | -- | -- | -- | -- | -- | --- |
|  | 1.   | Cynthia                | 40 | 30 | 13 | 14 | 3  | 23 | 11 | +12 |
|  | 2.   | Fondi                  | 39 | 30 | 14 | 11 | 5  | 29 | 17 | +12 |
|  | 3.   | Nuova Itri             | 37 | 30 | 10 | 17 | 3  | 22 | 13 | +9  |
|  | 4.   | Aprilia                | 35 | 30 | 13 | 9  | 8  | 38 | 20 | +18 |
|  | 5.   | Ceccano                | 34 | 30 | 11 | 12 | 7  | 37 | 27 | +10 |
|  | 6.   | Stella Azzurra Porrino | 32 | 30 | 10 | 12 | 8  | 21 | 18 | +3  |
|  | 7.   | La Rustica Roma        | 32 | 30 | 8  | 16 | 6  | 28 | 31 | -3  |
|  | 8.   | Romana Gas             | 30 | 30 | 7  | 16 | 7  | 26 | 26 | 0   |
|  | 9.   | VJS Velletri           | 30 | 30 | 9  | 12 | 9  | 26 | 28 | -2  |
|  | 10.  | Pro Cisterna           | 29 | 30 | 7  | 15 | 8  | 19 | 18 | +1  |
|  | 11.  | Vis Sezze              | 29 | 30 | 6  | 17 | 7  | 21 | 21 | 0   |
|  | 12.  | Palestrina             | 26 | 30 | 5  | 16 | 9  | 20 | 29 | -9  |
|  | 13.  | Macir Cisterna         | 24 | 30 | 3  | 9  | 18 | 23 | 29 | -6  |
|  | 14.  | Sporting Pontecorvo    | 23 | 30 | 6  | 11 | 13 | 14 | 21 | -7  |
|  | 15.  | Albano Laziale         | 23 | 30 | 6  | 11 | 13 | 22 | 35 | -13 |
|  | 16.  | ALMAS                  | 10 | 30 | 3  | 10 | 17 | 20 | 45 | -25 |

Legenda:
      Promossa nel Campionato Nazionale Dilettanti 1992-1993.
      Retrocesse in Promozione 1992-1993.
Regolamento:
Due punti a vittoria, uno a pareggio, zero a sconfitta.